# Aliotta Haynes Jeremiah
Aliotta Haynes Jeremiah fue un trío estadounidense de rock activo durante los años 70. Tuvo su origen en Chicago.
El trío es famoso por el tema «Lake Shore Drive», inspirada en el topónimo, una carretera estatal que cruza el lago Míchigan en Chicago, Illinois. La canción se hizo popular en el 2017 con su inclusión en la banda sonora de la película Guardianes de la Galaxia vol. 2.
El grupo estuvo conformado por los músicos Mitch Aliotta, Skip Haynes y John Jeremiah.

## Historia
El trío fue fundado en 1970 en la ciudad de Chicago bajo el nombre Aliotta Haynes, con Mitch y Ted Aliotta, y Skip Haynes. Esta alineación publicó el álbum Aliotta Haynes Music el mismo año.
Ted abandonó el trío y fue reemplazado por John Jeremiah. El trío cambió su nombre al definitivo Aliotta Haynes Jeremiah.
A principios de 1971 grabaron su primer álbum Aliotta - Haynes - Jeremiah, bajo el sello Ampex Records. El mismo año publicaron su segundo álbum Lake Shore Drive, cuyo sencillo homónimo tuvo un éxito moderado en su natal Chicago.

## Discografía

### Álbumes
- 1970: Aliotta Haynes Music

- 1971: Aliotta - Haynes - Jeremiah
- 1971: Lake Shore Drive
- 1977: Slipping Away
- 1994: Aliotta Haynes Jeremiah Songs
- 1994: Lake Shore Drive
- 1999: Bob Stroud's Classic Rock Roots Vol. II

### Sencillos
- 1971: «Tomorrow's Another Day»
- 1971: «Lake Shore Drive [L.S.D.]»
- 1976: A Little Song / Money Talx»